# Polyalthia cauliflora
Polyalthia cauliflora är en kirimojaväxtart som beskrevs av Joseph Dalton Hooker och Thomas Thomson.
Polyalthia cauliflora ingår i släktet Polyalthia och familjen kirimojaväxter.

## Underarter
Arten delas in i följande underarter:
- Polyalthia cauliflora cauliflora
- Polyalthia cauliflora wrayi